# Świadkowie Jehowy w Etiopii
Świadkowie Jehowy w Etiopii – społeczność wyznaniowa w Etiopii, należąca do ogólnoświatowej wspólnoty Świadków Jehowy, licząca w 2023 roku 11 512 głosicieli, należących do 206 zborów. W 2023 roku na dorocznej uroczystości Wieczerzy Pańskiej zebrało się 26 409 osób. Działalność miejscowych głosicieli oraz w Dżibuti, Jemenie i Somalii koordynuje Biuro Oddziału w Addis Abebie, gdzie znajduje się również Sala Zgromadzeń.

## Historia

### Początki
Krikor Hatzakortzian w połowie lat 30. XX wieku jako jedyny pionier prowadził działalność w Etiopii. Miał on nawet okazję przedstawić swoją religię cesarzowi Haile Selassie. Pierwszymi Świadkami Jehowy w tym kraju zostali – oprócz rodzimych mieszkańców – również żyjący tam Ormianie.
W 1950 roku przybyli do tego kraju misjonarze Biblijnej Szkoły Strażnicy – Gilead – Ray Casson, John Kamphuis i Haywood Ward, a rok później – George i Lucille Brumley. Uwzględniając żądanie władz, założyli placówkę misyjną i rano uczyli w szkole, a popołudniami objaśniali nauki religijne. Nowymi wyznawcami zostali m.in. byli policjanci, nauczyciele lub diakoni ze szkół misjonarskich oraz szkół prowadzonych przez Etiopski Kościół Ortodoksyjny. We wrześniu 1951 roku zanotowano liczbę 13 głosicieli, dwa lata później – 51, a w 1954 roku – 67 w 5 zborach. W roku 1952 przybyło kolejnych 8 misjonarzy.
Pod koniec lat 50. XX wieku Prawosławny Etiopski Kościół Ortodoksyjny skłonił rząd do wydalenia wszystkich misjonarzy, działających z ramienia Świadków Jehowy. W roku 1953 w stolicy otwarto Biuro Oddziału. W 1957 roku liczba głosicieli wynosiła 119, a 11 lat później – 313. 30 maja 1957 roku władze państwowe zamknęły Biuro Oddziału. W maju 1959 roku Etiopię odwiedził prezes Towarzystwa Strażnica — Nathan H. Knorr.
W latach 60. XX wieku miejscowych głosicieli odwiedzali również misjonarze z innych krajów. W 1969 roku 33 z 384 miejscowych Świadków Jehowy było obecnych na nowojorskim kongresie międzynarodowym pod hasłem „Pokój na ziemi”. Na początku września 1972 roku uwięziono i skazano na 3 miesiące więzienia 208 wyznawców. Te masowe aresztowania miały miejsce w dwóch zborach. Po wniesionej apelacji 111 osób zwolniono. W tym samym roku na kongres pod hasłem „Panowanie Boskie” do Kampali w Ugandzie przybyło 728 osób, a chrzest przyjęły 34 osoby, w tym kilka z Etiopii.
W 1974 roku przybyli tu nowi misjonarze, Willie i Lois Davis, a kilkadziesiąt osób brało udział w kongresie pod hasłem „Boskie zamierzenie” w Nairobi.

### Zakaz działalności i prześladowania
W latach 1974–1991 działalność Świadków Jehowy w Etiopii była zakazana. Wielu spośród ówczesnych 1844 etiopskich Świadków Jehowy brutalnie torturowano i osadzono w więzieniach. Później kilkudziesięciu z nich stracono publicznie. Inni odwołali się od wyroku kary śmierci, a bardziej liberalny sąd ich uwolnił. Niektórzy po wypuszczeniu z więzień zostawali ponownie aresztowani, np. Tesfu Temelso trafiał do więzienia 17 razy. Dziesiątki wyznawców z Akaki (gdzie później działał 100-osobowy zbór i powstała pierwsza w tym kraju Sala Królestwa) – wtrącano do więzień i brutalnie bito. W ukryciu drukowano publikacje biblijne.

### Ponowna legalizacja Świadków Jehowy
11 listopada 1991 roku przywrócono legalizację tego związku wyznaniowego, a w Bole otwarto niewielkie Biuro Oddziału. W styczniu 1992 roku w Etiopii odbył się pierwszy po zniesieniu zakazu działalności kongres międzynarodowy pod hasłem „Lud miłujący wolność”. Obecnych było przeszło 7000 osób. Rok później nastąpiło kolejne zgromadzenie na stołecznym stadionie. Od 13 do 15 stycznia 1994 roku na Stadionie Miejskim w Addis Abebie, odbył się kongres międzynarodowy pod hasłem „Pouczani przez Boga”. Przybyło około 270 zagranicznych delegatów z 16 państw (w tym z Dżibuti, Jemenu czy Erytrei – krajów, gdzie ich działalność jest zakazana lub prawnie ograniczona). Ponad połowa z tych delegatów przyjechała z Europy i Ameryki Północnej. Przemówienia wygłaszali m.in. członkowie Ciała Kierowniczego: William Lloyd Barry i Daniel Sydlik. Ogólna liczba obecnych wyniosła 9556, w tym 530 nowych członków. W mediach pojawiły się przychylne komentarze, co przyczyniło się do dalszego zainteresowania tą religią.
Gdy w 1998 roku rząd Etiopii rozpoczął deportacje Erytrejczyków i Kuszytów pochodzenia erytrejskiego, zadecydował jednak, że Świadkowie Jehowy pochodzenia erytrejskiego nie podlegają deportacji, ponieważ mogą być w Erytrei narażeni na prześladowania religijne. W lutym tego samego roku w różnych sytuacjach lokalne władze w etiopskim regionie Tigray zakłócały ich działalność religijną. Na krótko zatrzymano około 50 osób. W marcu 1999 roku sąd w Tigray nakazał ich aresztowanie.
20 listopada 2004 roku w stolicy otwarto Biuro Oddziału, a przemówienia członka Ciała Kierowniczego, Gerrita Löscha, wysłuchało 2230 osób, w tym 200 delegatów z 29 krajów. W 2005 roku utworzono zespół tłumaczący publikacje na język wolaita, a w 2007 roku na język sidamo. W 2007 roku na uroczystości Wieczerzy Pańskiej zebrało się 26 419 osób. W 2008 roku wydano Chrześcijańskie Pisma Greckie w Przekładzie Nowego Świata (Nowy Testament) w języku amharskim.
W 2009 roku liczba głosicieli wynosiła 8672, a rok później – 9009. W latach 2011–2012 zorganizowano pomoc humanitarną dla poszkodowanych przez suszę oraz powódź. W 2012 roku wydano Chrześcijańskie Pisma Greckie w Przekładzie Nowego Świata w języku tigrinia.
W 2014 roku liczba głosicieli wynosiła 10 168. Na kongresie pod hasłem „Szukajmy najpierw Królestwa Bożego!”, który odbył się w dniach od 11 do 13 grudnia 2014 roku w stolicy, ogłoszono wydanie w języku amharskim Pisma Świętego w Przekładzie Nowego Świata. 9 października 2016 roku na kongresie pod hasłem „Lojalnie trwajmy przy Jehowie!” ogłoszono wydanie Pisma Świętego w Przekładzie Nowego Świata w języku tigrinia oraz Chrześcijańskich Pism Greckich w Przekładzie Nowego Świata (Nowy Testament) w języku oromo.
4 lipca 2020 roku Delroy Williamson, członek etiopskiego Komitetu Oddziału, ogłosił w nagranym wcześniej przemówieniu wydanie Pisma Świętego w Przekładzie Nowego Świata w języku oromo. W związku z pandemią COVID-19 zorganizowano specjalne zebranie, które było nadawane w telewizji satelitarnej oraz w trybie telekonferencji, z którego skorzystało 12 548 Świadków Jehowy, w tym 2000 posługujących się tym językiem.
23 lipca 2023 roku Lemma Koyra, członek etiopskiego Komitetu Oddziału, Biblii — Ewangelii według Mateusza w językach sidamo i wolaita. Ze specjalnego programu Sali Zgromadzeń w Addis Abebie, skorzystało prawie 1800 osób oraz dodatkowo 12 669 w trybie wideokonferencji i za pośrednictwem telewizji satelitarnej. Językiem sidamo posługuje się przeszło 460 głosicieli należących do 17 zborów i grup. Językiem wolaita posługuje się przeszło 400 głosicieli należących do 17 zborów
Kongresy odbywają się w 6 językach: amharskim, angielskim, oromo, sidamo, tigrinia i wolaita. W etiopskim Biurze Oddziału literatura biblijna jest tłumaczona na pięć miejscowych języków. Większość wyznawców mieszka w stolicy i jej okolicach.